# Podłopień
Podłopień est une localité polonaise de la gmina de Tymbark, située dans le powiat de Limanowa en voïvodie de Petite-Pologne.